# Wehrwirtschaftsführer

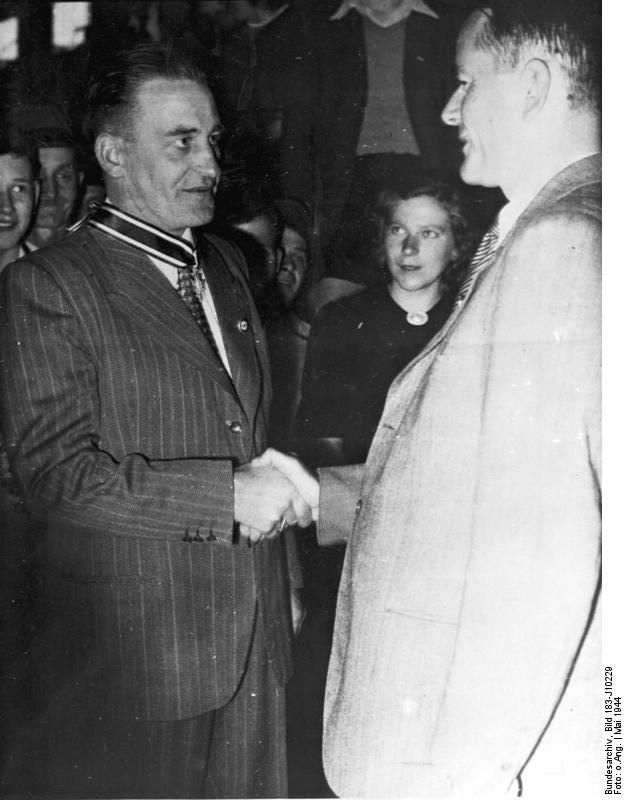
Albert Speer (destra) si congratula con Edmund Geilenberg (sinistra) con l'onorificenza di Cavaliere Kriegsverdienstkreuz nel maggio 1944, Bundesarchiv (Deutschland)

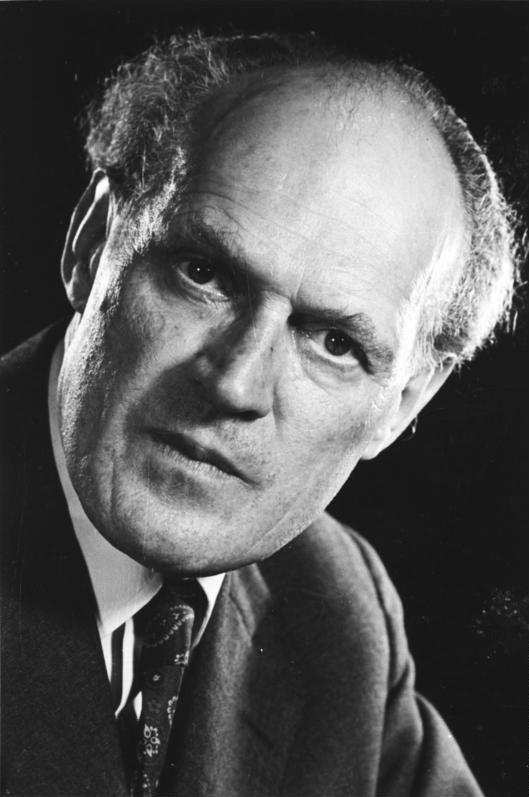
Willy Messerschmitt (1958)

Wehrwirtschaftsführer (WeWiFü) furono durante il nazionalsocialismo i dirigenti d'azienda di armamenti in Germania. Questi dal 1935 furono controllati dal Oberkommando der Wehrmacht (OKW). 
L'intenzione era quella di legarli alla Wehrmacht, dando loro uno status paramilitare. Dopo il 1938 passarono sotto il comando del Reichsministerium für Wirtschaft. Dal 1940 vennero premiati anche imprenditori al di fuori del settore armamenti, come in ambito agricolo, per le fatiche di guerra. 
In effetti prima del 1940 il titolo acquisito non necessariamente rispecchiava una vicinanza al regime nazista. 
La nomina a Wehrwirtschaftsführer significava peggiori condizioni di lavoro per i collaboratori, avendo essi maggior potere decisionale sulla produttività.

## Wehrwirtschaftsführer (parziale)
Si conoscono circa 400 personalità Wehrwirtschaftsführern:
- Hans Constantin Boden (AEG)
- Walter Borbet, Vorstandsvorsitzender und Generaldirektor des Montankonzerns Bochumer Verein[2]
- Carl Friedrich Wilhelm Borgward
- William Borm
- Carl Bosch (I.G. Farben)
- Max Brose
- Richard Bruhn (Auto Union)
- Heinrich Bütefisch (I.G. Farben)
- August Diehn (Deutsches Kalisyndikat)
- Richard Eugen Dörr (1896–1975)
- Carl Martin Dolezalek[3]
- Claude Dornier
- Gerhard Fieseler(Gerhard-Fieseler-Werke)
- Friedrich Flick
- Edmund Geilenberg
- Ernst Heinkel
- Jost Henkel
- Heinrich Hunke
- Robert Kabelac
- Gustav Köllmann
- Carl Krauch
- Alfried Krupp von Bohlen und Halbach
- Gustav Krupp von Bohlen und Halbach
- Friedrich Linde
- Karl Emanuel Merck[4] (Merck KGaA)
- Otto Merker
- Wilhelm Emil Messerschmitt
- Johannes Müller (Junkers)
- Heinrich Nordhoff
- Heinrich Notz
- Hans Constantin Paulssen
- Waldemar Petersen (AEG)
- Ernst Poensgen
- Ferdinand Porsche
- Günther Quandt
- Karl Quasebart
- Fritz Reuther
- Waldemar Rienäcker
- Hermann Röchling
- Willy Sachs
- Eduard Schalfejew
- Robert H. Schmidt, Vorstandsvorsitzender Ford Deutschland [5]
- Philipp Alois von Schoeller
- Eduard Schulte
- Hans-Günther Sohl
- Franz Stapelfeldt
- Kurt Tank
- Herbert Tengelmann
- Hermann Terberger
- Emil Tscheulin
- Wilhelm Voss
- Ludger Westrick
- Wolf-Dietrich von Witzleben (Siemens)
- Ernst Zindel (Junkers)